# Marcel Sophie
Marcel Sophie (Amersfoort, 23 mei 1962) is een Nederlands percussionist en zanger.
Sophie studeerde muziektherapie aan Middeloo in Amersfoort. Hier leerde hij Ad Grooten kennen via de band Renegade. Grooten vroeg hem later ook om deel te nemen aan de band Pater Moeskroen met andere studiegenoten van Middeloo waar ze beiden een opleiding Muziektherapie volgden.
Aanvankelijk combineerde Sophie zijn muzikale carrière met het werken in de jeugdhulpverlening en/of de kinderopvang, maar toen Pater Moeskroen in 1991 twee hits scoorde met de singles "Roodkapje" en "Hela Hola Tuthola", stopte hij hiermee en richtte hij zich volledig op zijn muzikale werkzaamheden.
Sophie wordt, samen met Ton Smulders, de voorganger van Pater Moeskroen. Het duurt even voor hij aan deze rol gewend is, maar na enkele jaren lijkt het alsof hij nooit iets anders gedaan heeft. Naast de zangpartijen die hij voor zijn rekening neemt bespeelt Sophie een breed scala aan percussie-instrumenten, waaronder de hang, bodhrán, het wasbord en de cajón. Daarnaast is hij slaggitarist.
Sinds 2005 deelt Sophie zijn frontpositie met Bart Swerts, omdat Smulders de band verlaten heeft.
Naast Pater Moeskroen speelt Sophie sinds 1997 ook als "Dindiaan" bij de kinderband Cowboy Billie Boem; een kinderband van studiegenoot Bart Pullens. Daarnaast heeft hij in de jaren 90 van de vorige eeuw gespeeld in de ska-band Skaville, alsook in de wereldmuziekband Combo Boys.
Op 12 januari 2015 werd bekend dat Sophie de band verlaat; hij gaat met zijn gezin in Engeland wonen.

## Discografie

### Pater Moeskroen
- 1987: Alle 7 tips
- 1989: Pater Moeskroen, Nooit van gehoord
- 1991: Aan de macht
- 1992: Een heidens kabaal
- 1994: Steelt de schouw
- 1997: Wilde liefde
- 1997: Spanning en spinazie
- 1998: (On)gewenste ultimiteiten
- 2001: Heimwee
- 2002: Diddelidee (Live)
- 2004: Zee
- 2006: XX deel I
- 2006: XX deel II
- 2006: Nu
- 2008: Pater Moeskroen komt van het dak af

### Cowboy Billie Boem
- 1996: Cowboy Billie Boem en andere kinderliedjes
- 1997: Een dolle beestenboel
- 1998: C.B.B. en de indiaan
- 1998: C.B.B. en Sinterklaas
- 1999: In de maneschijn
- 2003: C.B.B. en 'n vreemde
- 2005: Op vakantie
- 2007: C.B.B. en de indiaan vieren feest

### Overige projecten
- 1997: Combo Boys "Wereldhits"
- 2002: Viswijvenkoor Sootjevisch "Luister stil" (percussie)
- 2006: Jelle Amersfoort: song "Antwerpen" (percussie)
- 2006: Viswijvenkoor Sootjevisch "Ver over zee" (percussie)
- 2007: Ad Grooten "Eilandskind" (percussie/zang)